# Paso (unidad)
El paso es una medida de intervalo usada por casi todos los pueblos.
El paso hebreo se cree que era de seis pies o dos varas, aunque no se puede asegurar. El paso griego contenía seis pies o cuatro codos y equivalía a dos varas o a un estado y este sería el paso geométrico. El otro paso griego era llamado boma y constaba de dos pies y medio griegos.
El paso romano antiguo se dividía en dos tipos:
- Paso mayor (en latín: passus). Era geométrico. Contenía cinco pies, seis pulgadas y cinco líneas del pie de Burgos.
- Paso menor (en latín: gradus). Era la mitad del paso geométrico.